# Marion Peterson
Marion Peterson est une actrice américaine ayant eu des rôles dans des films français .

## Biographie
Né le 19 mai 1955
Les premiers pas de Marion Peterson au cinéma débutent dans Y a-t-il un Français dans la salle ?. Sa notoriété viendra plus tard dans la série télévisée Le Gerfaut.

## Filmographie

### Cinéma
- 1982 : Y a-t-il un Français dans la salle ? de Jean-Pierre Mocky
- 1984 : Un rêve à peine commencé de Jean-Marc Deschamps
- 1986 : Les Demoiselles de Monceau d'Éric Bitoun
- 1987 : Les Exploits d'un jeune Don Juan de Gianfranco Mingozzi
- 1987 : Rosette cherche une chambre de Rosette
- 1987 : Un sketch de Robert Altman
- 1992 : Lapse of memory de Patrick Dewolf
- 1992 : Le Grand Pardon II d'Alexandre Arcady
- 1994 : Le Voleur et la menteuse de Paul Boujenah
- 1996 : Les menteurs d'Élie Chouraqui
- 1999 : Le Double de ma moitié d'Yves Amoureux
- 2000 : La Vie commune d'Antony Cordier

### Télévision

#### Téléfilms
- 1993 : For Better and for Worse de Paolo Barzman
- 1998 : Une femme à suivre de Patrick Dewolf

#### Séries télévisées
- 1983 : Les Cinq Dernières Minutes (épisode La Chine à Paris) série télévisée de François Martin
- 1986 : Opération Condor de Pierre Neel
- 1987 : Le Gerfaut de Marion Sarraut
- 1988 : La Sonate pathétique de Jean-Paul Carrère
- 1988 : Les Cinq Dernières Minutes de Gilles Combet (épisode : Un modèle du genre)
- 1994 : Le Bahut de Michaëla Watteaux (épisode : La Fugue en mineure)
- 1999 : L'Instit de Véronique Tumahaï (épisode : Personne m'aime)
- 1999 : Vertiges (épisode : Jusqu'à ce que la mort nous sépare) de Lionel Epp